# El Palomar (Buenos Aires)
 (juillet 2025).
Si vous disposez d'ouvrages ou d'articles de référence ou si vous connaissez des sites web de qualité traitant du thème abordé ici, merci de compléter l'article en donnant les références utiles à sa vérifiabilité et en les liant à la section « Notes et références ».
El Palomar est une ville argentine située dans le "parti" (arrondissement) de Morón, dans la province de Buenos Aires.

## Géographie
El Palomar est situé dans la partie ouest de la zone métropolitaine du Grand Buenos Aires, à 25 km à l'ouest du centre de Buenos Aires. Au nord-est il touche Ciudad Jardín Lomas del Palomar, à l'est Caseros, deux villes du parti de Tres de Febrero, au sud-est Villa Sarmiento, au sud Haedo, à l'ouest Villa Tesei et Hurlingham, villes du parti de Hurlingham.

## Étymologie
El Palomar veut dire pigeonnier en espagnol. La ville a été créée par Diego Casero à la fin du XVIIe siècle.

## Histoire
Le 3 février 1852, la bataille décisive de Caseros entre les forces de Juan Manuel de Rosas et celles restées fidèles à Justo José de Urquiza s'est tenue sur le secteur occupé par la ville actuelle.
En 1908, une gare a été construite le long du chemin de fer de San Martín et deux ans plus tard, les terrains environnantes ont été morcelées, donnant ainsi naissance à la ville moderne d'El Palomar. En décembre 1937, le Colegio Militar de la Nación a été inauguré. Il est construit sur le lieu qui a été le site de la bataille de 1852.
En 1944, une cité-jardin a été construite dans la zone d'El Palomar située dans le périmètre du partido de Tres de Febrero.

## Infrastructures et transports

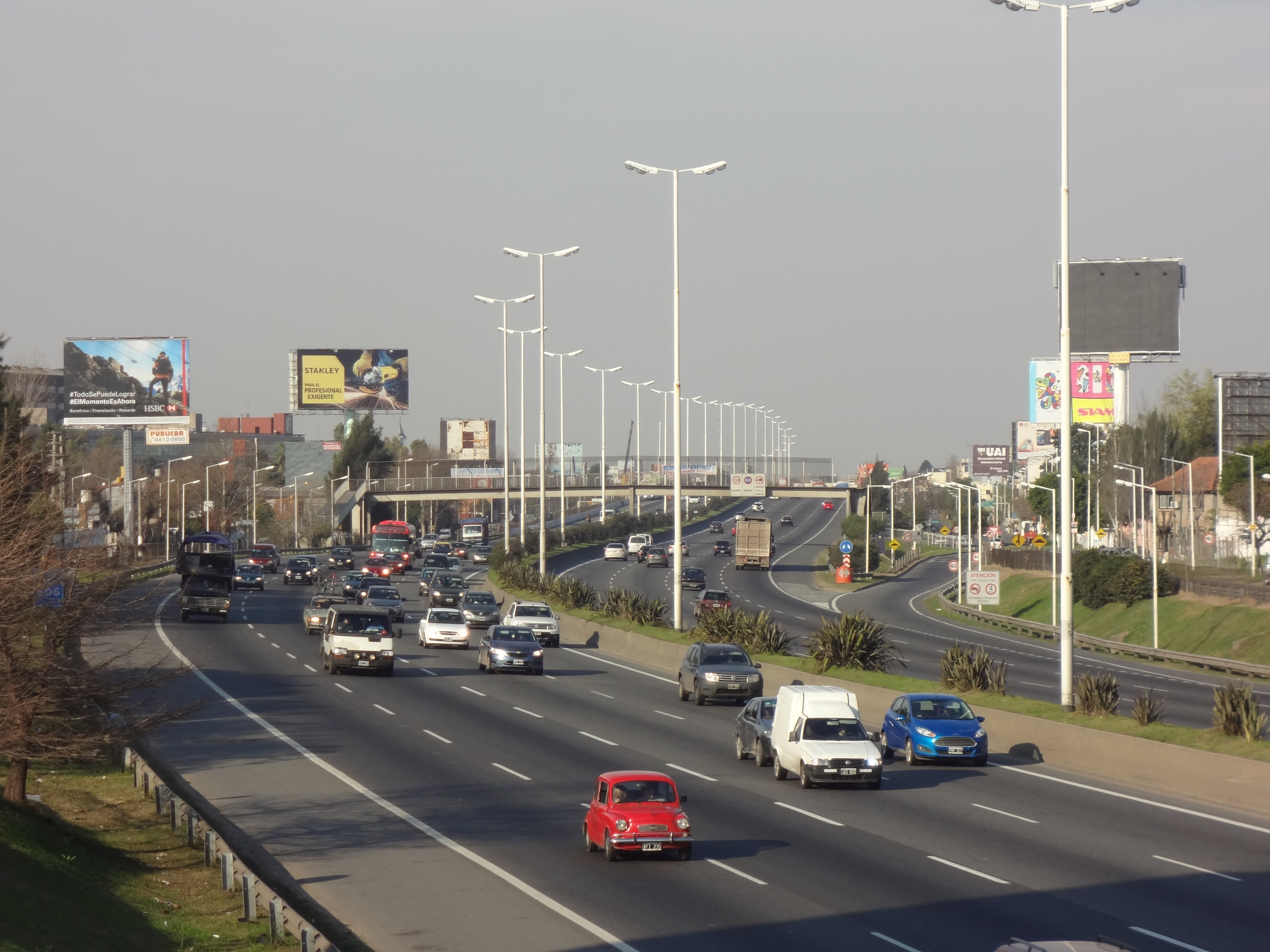
Autoroute Aceso Oreste près de El Palomar

### Routes
El Palomar est desservie par la autoroute Acceso Oeste, qui relie la zone métropolitaine d'El Palomar à Buenos Aires.

### Chemin de fer
El Palomar est desservi par une gare le long de la ligne de chemin de fer de banlieue Saint Martín.

### Aéroports
L'Aéroport d'El Palomar (militaro-civil) est situé à 18 km à l'ouest de la ville de Buenos Aires sur la commune d'El Palomar. Il est directement accessible par la ligne de chemin de fer San Martin. Créé à l'orogine comme base aérienne militaire, depuis 2018, il est devenu un hub pour les compagnies low-cost opérant sur Buenos Aires.

## Économie
El Palomar est un des pôles industriels automobiles le plus important du pays.
La filiale argentine du géant italien Fiat, Fiat Concord y a construit une grande usine en 1960, l'usine Fiat d'El Palomar, destinée à la production d'automobiles. À cette époque, Fiat Concord possédait deux usines en Argentine : une à Caseros, qui a été remplacée par El Palomar, et une autre dans la ville cordouane de La Ferreyra Córdoba pour la production de trains, machines agricoles, engins de TP et de camions. Lorsque Fiat Concord intègre S.A.FR.AR (Sociedad de Automóviles Franco Argentinos, représentant de Peugeot) en 1980, pour créer la société SEVEL Argentina, la production automobile de Peugeot est regroupée dans l'usine Fiat d'El Palomar, la production des autres divisions de Fiat restant dans l'usine de La Ferreyra. En 1981, Peugeot se retire de SEVEL. En 1995, Fiat cède SEVEL au groupe argentin Macri qui va produire les modèles Fiat sous licence. En 1996, Fiat crée sa filiale Fiat Argentina. En 1997, PSA revient en Argentine et rachète 15% de SEVEL Argentina et monte à 90% en 1999. L'usine d'El Palomar est reprise par PSA pour la production des modèles Peugeot et Citroën pour les marchés d'Amérique Latine.
La société italienne SITAS de "Tiro al Segno" (Tir sur cible) est implantée à El Palomar.
L'équitation, le tennis, le football, le yoga, le tir, le hockey, la musculation et d'autres sports peuvent être pratiqués ici. Dans une annexe se trouve le lieu d'entraînement pour le rugby et le hockey.